# Catharsius dubius
Catharsius dubius är en skalbaggsart som beskrevs av Louis Albert Péringuey 1901. Catharsius dubius ingår i släktet Catharsius och familjen bladhorningar. Inga underarter finns listade.